# Smeringopina armata
Smeringopina armata är en spindelart som först beskrevs av Tord Tamerlan Teodor Thorell 1899.  Smeringopina armata ingår i släktet Smeringopina och familjen dallerspindlar.
Artens utbredningsområde är Kamerun. Inga underarter finns listade i Catalogue of Life.